# Martin Riesebrodt

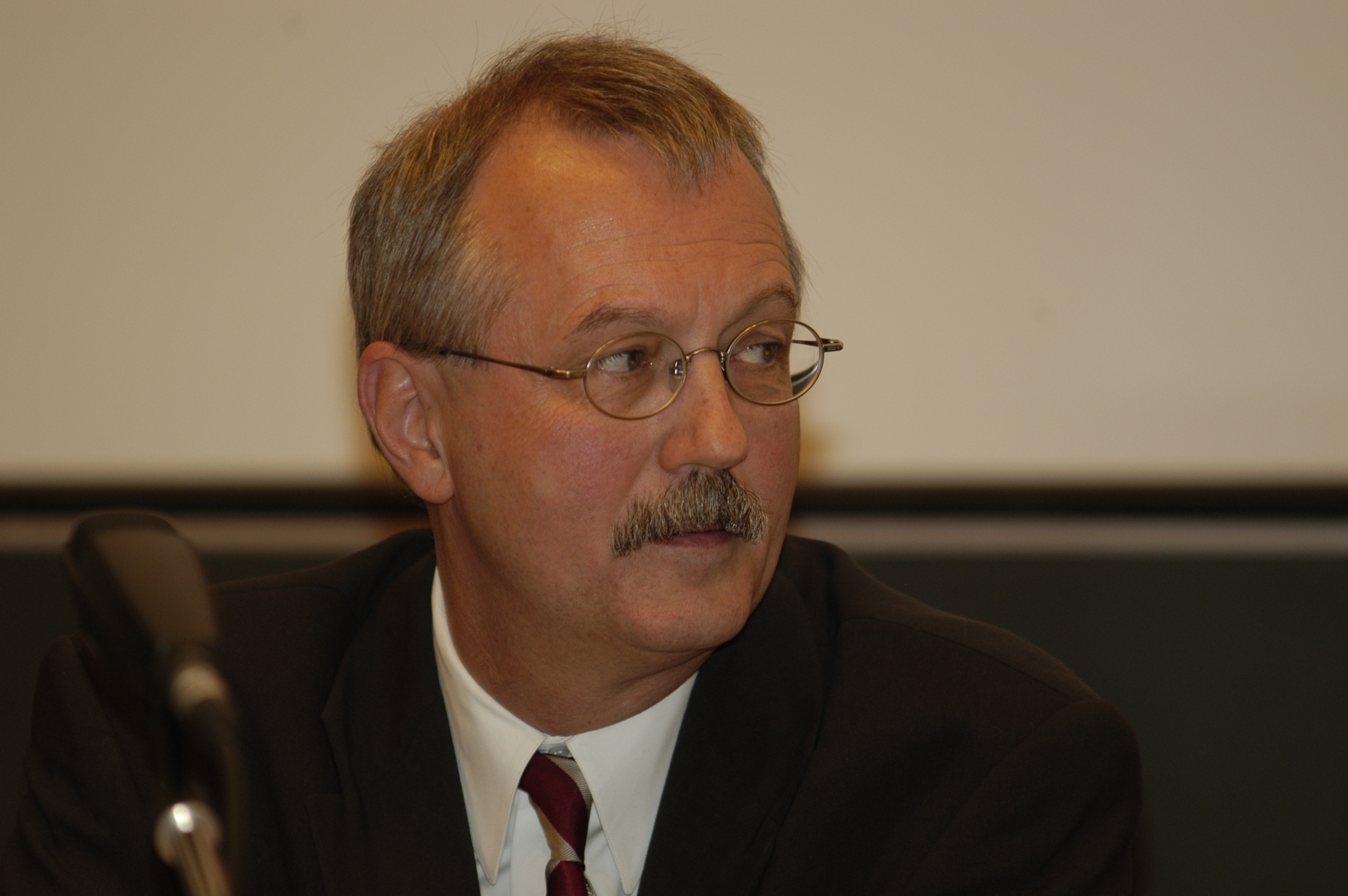
Martin Riesebrodt

Martin Riesebrodt (* 22. April 1948 in Berlin; † 6. Dezember 2014 ebenda) war ein deutsch-US-amerikanischer Religionssoziologe.

## Leben und Werk
Martin Riesebrodt studierte von 1967 bis 1973 Ethnologie, Soziologie und Bildungswissenschaft an den Universitäten Tübingen, Berlin und Heidelberg. Er schloss 1973 seine Promotion im Fach Ethnologie an der Universität Heidelberg mit der Arbeit Zur Theoriediskussion in der Wirtschaftsethnologie ab. 1990 habilitierte er sich an der Universität München mit der Arbeit Radikaler Patriarchialismus, religiöser Fundamentalismus als städtische Protestbewegung in den USA 1910–28 und im Iran 1961–79.
Von 1990 bis 2011 wirkte er als Professor an der Divinity School und dem Department of Sociology der University of Chicago. Von 2013 bis 2015 wirkte er am Yves Oltramare Chair for Religion and Politics in the Contemporary World in Genf. Neben der klassischen Soziologie, vor allem derjenigen Max Webers, lagen seine Interessenschwerpunkte im Bereich der Religionssoziologie und Religionswissenschaft. Hierbei behandelte er Themen um religiösen Fundamentalismus und religiöse Reformbewegungen der Moderne.
Martin Riesebrodt ruht auf dem Friedhof der Dorotheenstädtischen und Friedrichswerderschen Gemeinden. 

## Veröffentlichungen (Auswahl)

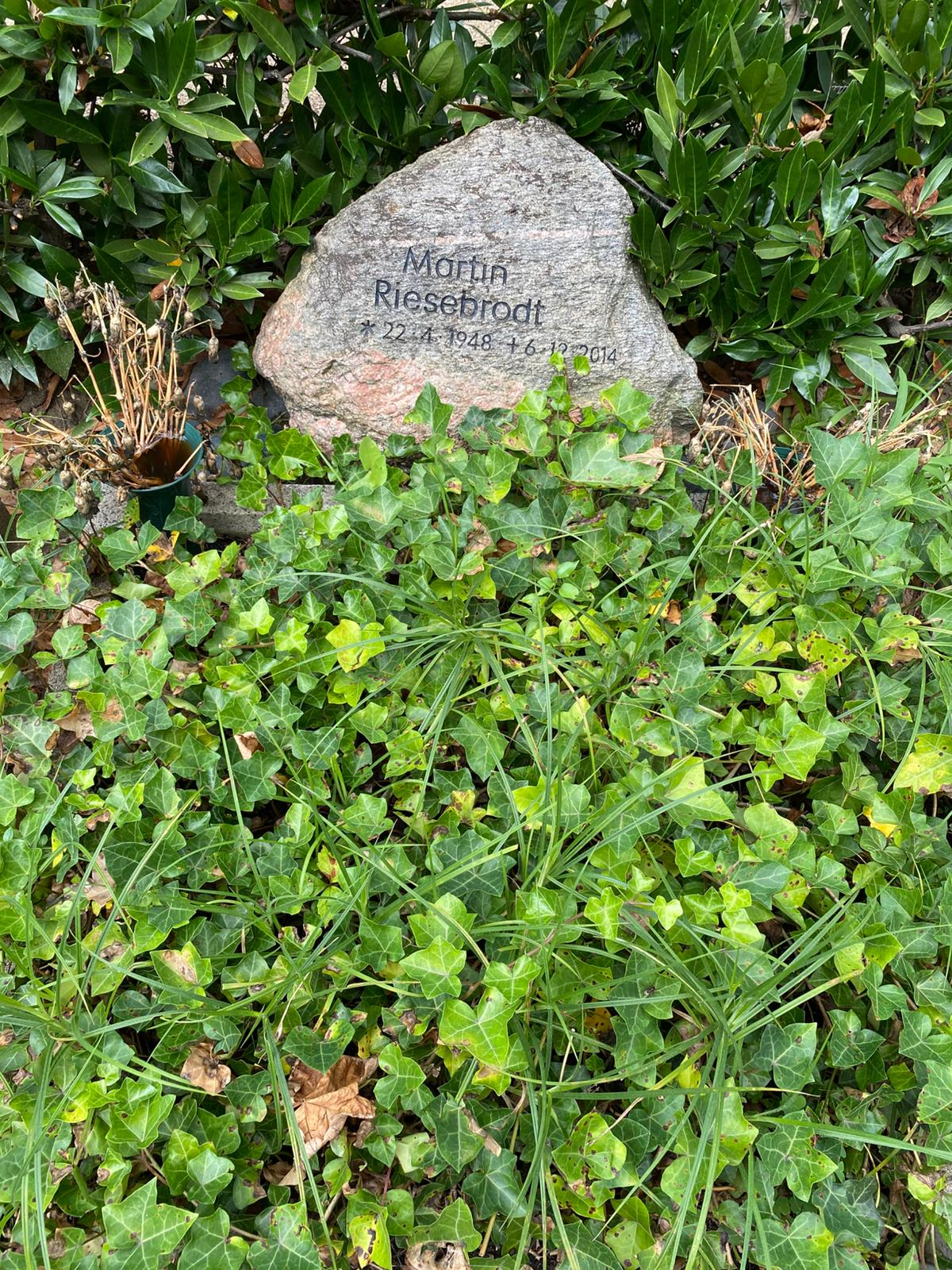
Grabstätte

- The Promise of Salvation: A Theory of Religion, University of Chicago Press 2010
- Cultus und Heilsversprechen. Eine Theorie der Religionen, C.H. Beck 2007
- Religiöser Fundamentalismus. Vom Kolonialismus zur Globalisierung (Mitherausgeber), Studienverlag 2005
- Max Webers Religionssystematik, Hgg: Martin Riesebrodt / Hans Kippenberg, J.C.B. Mohr (Paul Siebeck) 2001
- Die Rückkehr der Religionen. Fundamentalismus und der 'Kampf der Kulturen', C.H. Beck 2000